# Pentolaccia

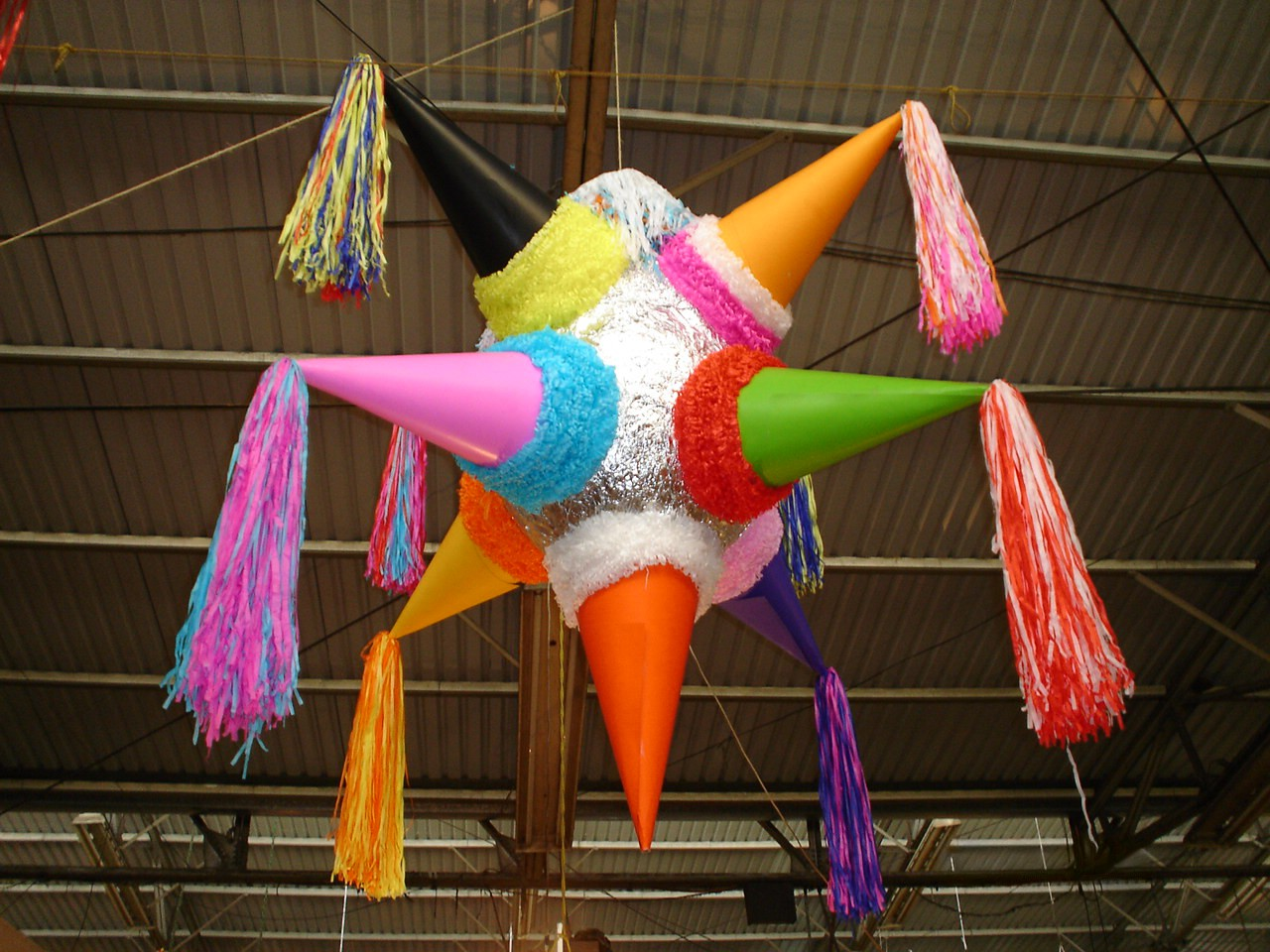
Una pentolaccia

La pentolaccia (o anche pignatta) è un gioco tradizionale dove i giocatori bendati devono colpire e rompere con un bastone un contenitore appeso (in origine una pentola in terracotta chiamata "pignatta"), ripieno solitamente di dolcetti. Esistono diverse varianti di questo gioco, diffuso sia nelle feste popolari che in ricorrenze liturgiche.

## Origini
- Cina (antichità): si usavano strutture simili a piñate durante le celebrazioni del Capodanno, spesso a forma di animali e riempite di semi.

- Spagna: gli spagnoli portarono la tradizione della pignatta nelle colonie americane, soprattutto con celebrazioni come la “Fiesta de la Piñata” la prima domenica di Quaresima.

## La piñata in Messico
Quando gli spagnoli arrivarono in Messico nel XVI secolo, trovarono che gli Aztechi e Maya avevano tradizioni simili, come rompere un contenitore di argilla durante rituali religiosi.
I missionari cattolici usarono la piñata per insegnare la religione:  La classica piñata a 7 punte rappresentava i 7 peccati capitali, e romperla significava distruggere il male con la fede (la benda sugli occhi simbolizzava la fede cieca in Dio).

## In Italia
Nel Medioevo la “pignatta” (da pigna, cioè “vaso fragile”) veniva usata durante la Quaresima, riempita di dolci.
A Ciminna tale gioco viene effettuato per le festività minori (san Sebastiano, san Francesco di Paola, san Giuseppe..) con la variante che i partecipanti si presentano in groppa a un asinello. 
A Genova in particolare, ma anche nel resto della Liguria, si celebra nella prima domenica di Quaresima la Festa della Pignatta (che in lingua genovese significa pentola) e qui una o più persone bendate e armate di bastone usano rompere una pentola di coccio o cartapesta sospesa ad alcuni metri di altezza, piena di dolci. L’usanza antica deriva dalla festa medioevale di mezza Quaresima: in quel giorno i Genovesi si ritrovavano in piazza per “prendere e battere la monaca”, ovvero un fantoccio di cartapesta appeso ad un albero o un palo, raffigurante la Quaresima riempito di dolci, tipicamente frutta candita e pinoli confettati (esportati dai genovesi in tutta Europa dal XII secolo), che venivano poi mangiati una volta rotto il contenitore. Era considerato una parentesi nel digiuno quaresimale voluta dal popolo e tollerata dalla Chiesa.
A Casamassima, comune nella città metropolitana di Bari, la tradizione della pentolaccia si è trasformata in una grande festa di piazza con carri allegorici, sfilate carnevalesche e gruppi mascherati. Anche in questa occasione i bambini e gli adulti attendono trepidamente l'apertura della pentolaccia o pignatta.